# Campdelarit
Campdelarit és una masia de Sant Hilari Sacalm (Selva) inclosa a l'Inventari del Patrimoni Arquitectònic de Catalunya.

## Descripció
Masia aïllada, situada al sector de Santa Margarida, en un terreny alçat des d'on es tenen unes impressionants vistes de la vall de Santa Margarida, als afores del nucli urbà de Sant Hilari Sacalm.
L'edifici és una senzilla construcció, de planata rectangular, de planta baixa i pis, amb la teulada a doble vessant desaiguada a la façana principal i posterior. A la façana principal, hi ha dues portes d'entrada, la de l'esquerra en arc molt rebaixat fet de maons i la de la dreta amb llinda de fusta. Al pis hi ha dues finestres quadrangulars, situades sobre les portes de la planta baixa, protegides per reixes de ferro forjat. Adossat a la façana hi ha un pou. També hi ha un forat del que hauria esta un antic forn. Els murs són de maçoneria. Al costat de la casa hi ha l'antiga pallissa.